# تامارا د لمپیکا
ماریا گورسکا (به لهستانی: Maria Górska) معروف با نام هنری تامارا دِ لمپیکا (به انگلیسی: Tamara de Lempicka) نقاش لهستانی و در اوج دوران هنری‌اش، پرآوازه‌ترین نقاش در سبک آرت دکو بود. آفرینش پرتره‌هایی که درونمایه‌هایی تن‌کامانه و اغواکننده داشت، باعث شهرت وی شد. از آثار مشهورش خودنگاره (تامارا در بوگاتی سبز) را می‌توان نام برد.

## زندگی
تامارا دِ لمپیکا در ۱۶ مه ۱۸۹۶ در ورشو و در خانواده‌ای بسیار ثروتمند یهودی متولد شد.
او آموختن نقاشی را در مدرسه شبانه‌روزی در لوزان، سوئیس فراگرفت. در پی انقلاب روسیه در سال ۱۹۱۷، خانواده‌اش از سن پترزبورگ به پاریس نقل مکان کردند. تامارا در پاریس با آندره لوت و موریس دنیس آشنا شد و تحت تأثیر سبک نقاشی کوبیسم، فوویسم و هنر انتزاعی قرار گرفت. وی در سال ۱۹۲۵، نخستین نمایشگاه انفرادی آثارش را در میلان، ایتالیا افتتاح کرد. آثار نمایشگاه بسیار متأثر از سبک آرت دکو بود و شامل پرتره‌های انفرادی و نقاشی بدن‌های برهنه زنانه می‌شد که بسیار با حال و هوای اروتیک حاکم بر محافل هنری آن روزها هماهنگ بود.
از سال ۱۹۳۵ و در پی مهاجرت به آمریکا، آثار او به سمت نقاشی‌های تزیینی گرایش یافت. وی ابتدا به نیویورک رفت ولی از آنجا به بورلی هیلز، کالیفرنیا نقل مکان کرد.